# Юніон Тауншип (округ Лоуренс, Пенсільванія)
Юніон Тауншип (англ. Union Township) — селище (англ. township) в США, в окрузі Лоуренс штату Пенсільванія. Населення — 4996 осіб (2020).

## Демографія
Згідно з переписом 2010 року, у селищі мешкало 5190 осіб у 2203 домогосподарствах у складі 1453 родин. Було 2390 помешкань
Расовий склад населення:
| - 92,1 % — білих - 5,3 % — чорних або афроамериканців - 0,3 % — азіатів |

До двох чи більше рас належало 1,9 %. Частка іспаномовних становила 1,1 % від усіх жителів.
За віковим діапазоном населення розподілялося таким чином: 20,0 % — особи молодші 18 років, 58,1 % — особи у віці 18—64 років, 21,9 % — особи у віці 65 років та старші. Медіана віку мешканця становила 46,8 року. На 100 осіб жіночої статі у селищі припадало 92,0 чоловіків;  на 100 жінок у віці від 18 років та старших — 88,9 чоловіків також старших 18 років.
Середній дохід на одне домашнє господарство  становив 49 380 доларів США (медіана — 41 992), а середній дохід на одну сім'ю — 59 900 доларів (медіана — 51 822). Медіана доходів становила 41 563 долари для чоловіків та 29 346 доларів для жінок. За межею бідності перебувало 15,9 % осіб, у тому числі 26,4 % дітей у віці до 18 років та 5,4 % осіб у віці 65 років та старших.
Цивільне працевлаштоване населення становило 2065 осіб. Основні галузі зайнятості: освіта, охорона здоров'я та соціальна допомога — 22,8 %, виробництво — 14,2 %, роздрібна торгівля — 11,9 %.